# Philip Zinckernagel
Philip Zinckernagel (Koppenhága, 1994. december 16. –) dán korosztályos válogatott labdarúgó, a norvég Bodø/Glimt csatárja kölcsönben a belga Club Brugge csapatától.

## Pályafutása

### Klubcsapatokban
Zinckernagel a dán fővárosban, Koppenhágában született. Az ifjúsági pályafutását a helyi Kjøbenhavns BK és København csapatában kezdte, majd a Nordsjælland akadémiájánál folytatta.
2013-ban mutatkozott be a HB Køge felnőtt keretében. 2015-ben a Helsingør, míg 2016-ban a SønderjyskE szerződtette. 2018-ban a norvég első osztályban szereplő Bodø/Glimthez írt alá. 2021. január 1-jén az angol másodosztályban érdekelt Watfordhoz igazolt. A 2021–22-es szezonban a Nottingham Forest csapatát erősítette kölcsönben. 2022 nyarán a görög Olimbiakószhoz csatlakozott. 2022. szeptember 6-án egyéves kölcsönszerződést kötött a belga Standard Liège együttesével. Először a 2022. szeptember 9-ei, Sint-Truidense ellen 2–1-re megnyert mérkőzés 72. percében, William Balikwisha cseréjeként lépett pályára. Első góljait 2022. szeptember 18-án, a Club Brugge ellen hazai pályán 3–0-ás győzelemmel zárult találkozón szerezte meg. 2023. augusztus 1-jén a belga Club Brugge-hoz írt alá. A 2024–25-ös szezon első felében a norvég Bodø/Glimtnél szerepelt kölcsönben.

### A válogatottban
Zinckernagel az U18-as és az U20-as korosztályú válogatottakban is képviselte Dániát.

## Statisztikák
2024. május 8. szerint
| Klub                           | Szezon   | Osztály             | Bajnokság | Bajnokság | Kupa  | Kupa | Nemzetközi | Nemzetközi | Összesen | Összesen |
| Klub                           | Szezon   | Osztály             | Meccs     | Gól       | Meccs | Gól  | Meccs      | Gól        | Meccs    | Gól      |
| ------------------------------ | -------- | ------------------- | --------- | --------- | ----- | ---- | ---------- | ---------- | -------- | -------- |
| SønderjyskE                    | 2016–17  | Danish Superliga    | 24        | 1         | 0     | 0    | —          | —          | 24       | 1        |
| SønderjyskE                    | 2017–18  | Danish Superliga    | 20        | 3         | 1     | 1    | —          | —          | 21       | 4        |
| Bodø/Glimt                     | 2018     | Eliteserien         | 24        | 6         | 2     | 1    | —          | —          | 26       | 7        |
| Bodø/Glimt                     | 2019     | Eliteserien         | 30        | 6         | 0     | 0    | —          | —          | 30       | 6        |
| Bodø/Glimt                     | 2020     | Eliteserien         | 28        | 19        | 0     | 0    | 3          | 3          | 31       | 22       |
| Watford                        | 2020–21  | Championship        | 20        | 1         | 1     | 0    | —          | —          | 21       | 1        |
| Nottingham Forest (kölcsönben) | 2021–22  | Championship        | 45        | 6         | 5     | 1    | —          | —          | 50       | 7        |
| Olimbiakósz                    | 2022–23  | Super League Greece | 1         | 0         | 0     | 0    | 6          | 2          | 7        | 2        |
| Standard Liège (kölcsönben)    | 2022–23  | Jupiler League      | 27        | 10        | 1     | 0    | —          | —          | 28       | 10       |
| Club Brugge                    | 2023–24  | Jupiler League      | 29        | 7         | 3     | 0    | 12         | 0          | 44       | 7        |
| Bodø/Glimt (kölcsönben)        | 2024     | Eliteserien         | 0         | 0         | 0     | 0    | 0          | 0          | 0        | 0        |
| Összesen                       | Összesen | Összesen            | 248       | 59        | 13    | 3    | 21         | 5          | 282      | 67       |

## Sikerei, díjai
Bodø/Glimt
- Eliteserien
  - Bajnok (1): 2020
  - Ezüstérmes (1): 2019

Nottingham Forest
- Championship
  - Feljutó (1): 2021–22

Club Brugge
- Jupiler League
  - Bajnok (1): 2023–24

- Belga Szuperkupa
  - Döntős (1): 2024

Egyéni
- Eliteserien – Az Év Játékosa: 2020